# فريد الزاهي
فريد الزاهي (مواليد سنة 1960 بالدار البيضاء) كاتب ومترجم وناقد فني مغربي. يتوزع إنتاجه بين الدراسة النقدية والترجمة.

## مسيرته
حصل على شهادة الإجازة في الفلسفة وعلم النفس سنة 1983، ثم على شهادة الدراسات المعمقة في الأدب المقارن سنة 1984، كما أحرز سنة 1987 على دكتوراه السلك الثالث في الدراسات والحضارات الإسلامية من السوربون. بدأ فريد الزاهي ينشر سنة 1978 بالمحرر الثقافي، ثم انضم إلى اتحاد كتاب المغرب في أبريل 1991. 

## مؤلفاته
- الحكاية والمتخيل: دراسات في السرد الروائي والقصصي، الدار البيضاء، إفريقيا الشرق، 1991.
- الجسد والصورة والمقدس في الإسلام، 1999.
- النص والجسد والتأويل، 2004.
- العين والمرآة، 2005.

### الأعمال المترجمة
- علم النص، جوليا كريستيفا، دار توبقال، البيضاء 1991.
- صيف في ستوكهولم، عبد الكبير الخطيبي، دار توبقال، البيضاء 1992.
- مواقع: حوارات، أجراها مع جاك دريدا، هنري رونس، جوليا كريستيفا...، دار توبقال، البيضاء 1992.
- مراكش المدينة: رواية، كلود أولييه، مشورات عكاظ، الرباط، 1995.
- الصورة وموتها، ريجيس ديبريه، 2002.
- تأمل العالم، ميشيل مافيسولي، 2005.
- الخيال الخلاق في تصوف ابن عربي، هنري كوربين، 2008.
- السحر والدين في افريقيا الشمالية، إدمون دوطي، 2008.
- الفنون الأولى، هل هي ساذجة؟، جان جاك بريتون، 2012.
- هل الزمن موجود؟، إتيان كلاين، 2012.
- كيف نحلم؟، إيزابيل أرنواف، 2012.
- كيف نتذوق؟، فرانسواز ليون، 2014.
- أيامنا الحلوة، موحا صواك، 2016.
- المادة المضادة، المادة التي تسترجع الزمن، غابرييل شاردان، 2017.
- تجربة الألم بين التحطيم والانبعاث، دافيد لوبروتون، دار توبقال، 2017.
- حياة الصورة وموتها، ريجيس ديبريه، 2017.
- هل يمكن تعديل الدماغ؟، كريستيان مارينداز، 2018.
- الصمت - لغة المعنى والوجود، دافيد لوبروتون، المركز الثقافي للكتاب، 2019.

## روابط خارجية
- صفحة فريد الزاهي على موقع goodreads.com